# Liste der Nummer-eins-Hits in Österreich (1982)
Dies ist eine Liste der Nummer-eins-Hits in Österreich im Jahr 1982. Sie basiert auf den Top-20-Single- und Albumlisten der österreichischen Charts. Sie wurden halbmonatlich jeweils am 1. und am 15. jeden Monats veröffentlicht.

## Singles
| ← 1981 ← | Liste der Nummer-eins-Hits in Österreich | Liste der Nummer-eins-Hits in Österreich | Liste der Nummer-eins-Hits in Österreich                                                      | 1983 →                    |
| \| Zeitraum \| Wo. ges. \| Interpret \| Titel Autor(en) \| Zusätzliche Informationen \| \| (Zeitraum, Wochen auf Platz eins, Interpret, Titel, Autor[en], zusätzliche Informationen) \| \| \| \| \| \| ----------------------------------------------------------------------------------------- \| -------- \| ------------------ \| --------------------------------------------------------------------------------------------- \| ------------------------- \| \| 1. Januar 1982 – 14. Januar 1982 2 Wochen \| 2 \| Rainhard Fendrich \| Schickeria Rainhard Fendrich \| – \| \| 15. Januar 1982 – 14. Februar 1982 5 Wochen \| 5 \| Falco \| Der Kommissar Musik: Robert Ponger; Text: Johann Hölzel \| – \| \| 15. Februar 1982 – 14. März 1982 4 Wochen \| 4 \| Richard Sanderson \| Reality Musik: Vladimir Cosma; Text: Jeff Jordan \| – \| \| 15. März 1982 – 31. März 1982 2 Wochen \| 2 \| Shakin’ Stevens \| Oh Julie Michael Barratt \| – \| \| 1. April 1982 – 30. April 1982 4 Wochen \| 4 \| Spider Murphy Gang \| Skandal im Sperrbezirk Günther Sigl \| – \| \| 1. Mai 1982 – 14. Mai 1982 2 Wochen \| 2 \| Mess \| Sonntag Musik: Michael Mell; Text: Rudolf Leve \| – \| \| 15. Mai 1982 – 14. Juni 1982 5 Wochen \| 5 \| Nicole \| Ein bißchen Frieden Musik: Ralph Siegel; Text: Bernd Meinunger \| – \| \| 15. Juni 1982 – 14. Juli 1982 4 Wochen \| 4 \| Trio \| Da Da Da ich lieb dich nicht du liebst mich nicht aha aha aha Stephan Remmler, Gert Krawinkel \| – \| \| 15. Juli 1982 – 14. September 1982 9 Wochen \| 9 \| Rainhard Fendrich \| Oben ohne Rainhard Fendrich \| – \| \| 15. September 1982 – 30. September 1982 2 Wochen \| 2 \| Steve Miller Band \| Abracadabra Steven Haworth Miller \| – \| \| 1. Oktober 1982 – 31. Oktober 1982 5 Wochen \| 5 \| Andy Borg \| Adios Amor Musik: Tex Shultzieg; Text: Kurt Feltz \| – \| \| 1. November 1982 – 14. November 1982 2 Wochen (insgesamt 4) \| 4 \| F. R. David \| Words Musik: Robert Fitoussi; Text: Martin Kupersmith, Louis Yaguda \| – \| \| 15. November 1982 – 30. November 1982 2 Wochen (insgesamt 6) \| 6 \| Relax \| Weil i di mog Vincent Promo, Karel Řičánek, Peter Bischof-Fallenstein, Peter Volkmann \| – \| \| 1. Dezember 1982 – 14. Dezember 1982 2 Wochen (insgesamt 4) \| 4 \| F. R. David \| Words Musik: Robert Fitoussi; Text: Martin Kupersmith, Louis Yaguda \| – \| \| 15. Dezember 1982 – 14. Januar 1983 4 Wochen (insgesamt 6) \| 6 \| Relax \| Weil i di mog Vincent Promo, Karel Řičánek, Peter Bischof-Fallenstein, Peter Volkmann \| – \| |                                          |                                          |                                                                                               |                           |
| ← 1981 |                                          |                                          |                                                                                               | → 1983 →                  |
| Zeitraum | Wo. ges.                                 | Interpret                                | Titel Autor(en)                                                                               | Zusätzliche Informationen |
| (Zeitraum, Wochen auf Platz eins, Interpret, Titel, Autor[en], zusätzliche Informationen) |                                          |                                          |                                                                                               |                           |
| 1. Januar 1982 – 14. Januar 1982 2 Wochen | 2                                        | Rainhard Fendrich                        | Schickeria Rainhard Fendrich                                                                  | –                         |
| 15. Januar 1982 – 14. Februar 1982 5 Wochen | 5                                        | Falco                                    | Der Kommissar Musik: Robert Ponger; Text: Johann Hölzel                                       | –                         |
| 15. Februar 1982 – 14. März 1982 4 Wochen | 4                                        | Richard Sanderson                        | Reality Musik: Vladimir Cosma; Text: Jeff Jordan                                              | –                         |
| 15. März 1982 – 31. März 1982 2 Wochen | 2                                        | Shakin’ Stevens                          | Oh Julie Michael Barratt                                                                      | –                         |
| 1. April 1982 – 30. April 1982 4 Wochen | 4                                        | Spider Murphy Gang                       | Skandal im Sperrbezirk Günther Sigl                                                           | –                         |
| 1. Mai 1982 – 14. Mai 1982 2 Wochen | 2                                        | Mess                                     | Sonntag Musik: Michael Mell; Text: Rudolf Leve                                                | –                         |
| 15. Mai 1982 – 14. Juni 1982 5 Wochen | 5                                        | Nicole                                   | Ein bißchen Frieden Musik: Ralph Siegel; Text: Bernd Meinunger                                | –                         |
| 15. Juni 1982 – 14. Juli 1982 4 Wochen | 4                                        | Trio                                     | Da Da Da ich lieb dich nicht du liebst mich nicht aha aha aha Stephan Remmler, Gert Krawinkel | –                         |
| 15. Juli 1982 – 14. September 1982 9 Wochen | 9                                        | Rainhard Fendrich                        | Oben ohne Rainhard Fendrich                                                                   | –                         |
| 15. September 1982 – 30. September 1982 2 Wochen | 2                                        | Steve Miller Band                        | Abracadabra Steven Haworth Miller                                                             | –                         |
| 1. Oktober 1982 – 31. Oktober 1982 5 Wochen | 5                                        | Andy Borg                                | Adios Amor Musik: Tex Shultzieg; Text: Kurt Feltz                                             | –                         |
| 1. November 1982 – 14. November 1982 2 Wochen (insgesamt 4) | 4                                        | F. R. David                              | Words Musik: Robert Fitoussi; Text: Martin Kupersmith, Louis Yaguda                           | –                         |
| 15. November 1982 – 30. November 1982 2 Wochen (insgesamt 6) | 6                                        | Relax                                    | Weil i di mog Vincent Promo, Karel Řičánek, Peter Bischof-Fallenstein, Peter Volkmann         | –                         |
| 1. Dezember 1982 – 14. Dezember 1982 2 Wochen (insgesamt 4) | 4                                        | F. R. David                              | Words Musik: Robert Fitoussi; Text: Martin Kupersmith, Louis Yaguda                           | –                         |
| 15. Dezember 1982 – 14. Januar 1983 4 Wochen (insgesamt 6) | 6                                        | Relax                                    | Weil i di mog Vincent Promo, Karel Řičánek, Peter Bischof-Fallenstein, Peter Volkmann         | –                         |

## Alben
| ← 1981 ← | Liste der Nummer-eins-Alben in Österreich | Liste der Nummer-eins-Alben in Österreich | Liste der Nummer-eins-Alben in Österreich | 1983 →                    |
| \| Zeitraum \| Wo. ges. \| Interpret \| Titel \| Zusätzliche Informationen \| \| (Zeitraum, Wochen auf Platz eins, Interpret, Titel, zusätzliche Informationen) \| \| \| \| \| \| ------------------------------------------------------------------------------ \| -------- \| ---------------------------- \| ------------------------------- \| ------------------------- \| \| 15. Dezember 1981 – 14. Januar 1982 4 Wochen \| 4 \| Queen \| Greatest Hits \| – \| \| 15. Januar 1982 – 31. Januar 1982 3 Wochen \| 3 \| Kurti Elsasser \| Bunte Welt \| – \| \| 1. Februar 1982 – 28. Februar 1982 4 Wochen \| 4 \| Royal Philharmonic Orchestra \| Classic Disco \| – \| \| 1. März 1982 – 14. März 1982 2 Wochen (insgesamt 4) \| 4 \| Shakin’ Stevens \| Shaky \| – \| \| 15. März 1982 – 31. März 1982 2 Wochen \| 2 \| Rainhard Fendrich \| Und alles is ganz anders word’n \| – \| \| 1. April 1982 – 14. April 1982 2 Wochen (insgesamt 4) \| 4 \| Spider Murphy Gang \| Dolce Vita \| – \| \| 15. April 1982 – 30. April 1982 2 Wochen (insgesamt 4) \| 4 \| Shakin’ Stevens \| Shaky \| – \| \| 1. Mai 1982 – 14. Mai 1982 2 Wochen (insgesamt 4) \| 4 \| Spider Murphy Gang \| Dolce Vita \| – \| \| 15. Mai 1982 – 31. Mai 1982 3 Wochen \| 3 \| The Alan Parsons Project \| Eye in the Sky \| – \| \| 1. Juni 1982 – 14. Juni 1982 2 Wochen \| 2 \| Queen \| Hot Space \| – \| \| 15. Juni 1982 – 30. Juni 1982 2 Wochen \| 2 \| (Verschiedene Interpreten) \| Neuzeit \| – \| \| 1. Juli 1982 – 14. Juli 1982 2 Wochen \| 2 \| (Verschiedene Interpreten) \| Viva Sunshine \| – \| \| 15. Juli 1982 – 31. Juli 1982 2 Wochen (insgesamt 9) \| 9 \| Nicole \| Ein bißchen Frieden \| – \| \| 1. August 1982 – 14. August 1982 2 Wochen \| 2 \| (Verschiedene Interpreten) \| Italo Top Hits \| – \| \| 15. August 1982 – 31. August 1982 3 Wochen (insgesamt 9) \| 9 \| Nicole \| Ein bißchen Frieden \| – \| \| 1. September 1982 – 14. September 1982 2 Wochen \| 2 \| Falco \| Einzelhaft \| – \| \| 15. September 1982 – 14. Oktober 1982 4 Wochen (insgesamt 9) \| 9 \| Nicole \| Ein bißchen Frieden \| – \| \| 15. Oktober 1982 – 31. Oktober 1982 3 Wochen \| 3 \| Dire Straits \| Love over Gold \| – \| \| 1. November 1982 – 30. November 1982 4 Wochen \| 4 \| Rainhard Fendrich \| Zwischen eins und vier \| – \| \| 1. Dezember 1982 – 14. Dezember 1982 2 Wochen \| 2 \| (Verschiedene Interpreten) \| High Life \| – \| \| 15. Dezember 1982 – 31. Dezember 1982 2 Wochen \| 2 \| Andy Borg \| Adios Amor \| – \| |                                           |                                           |                                           |                           |
| ← 1981 |                                           |                                           |                                           | → 1983 →                  |
| Zeitraum | Wo. ges.                                  | Interpret                                 | Titel                                     | Zusätzliche Informationen |
| (Zeitraum, Wochen auf Platz eins, Interpret, Titel, zusätzliche Informationen) |                                           |                                           |                                           |                           |
| 15. Dezember 1981 – 14. Januar 1982 4 Wochen | 4                                         | Queen                                     | Greatest Hits                             | –                         |
| 15. Januar 1982 – 31. Januar 1982 3 Wochen | 3                                         | Kurti Elsasser                            | Bunte Welt                                | –                         |
| 1. Februar 1982 – 28. Februar 1982 4 Wochen | 4                                         | Royal Philharmonic Orchestra              | Classic Disco                             | –                         |
| 1. März 1982 – 14. März 1982 2 Wochen (insgesamt 4) | 4                                         | Shakin’ Stevens                           | Shaky                                     | –                         |
| 15. März 1982 – 31. März 1982 2 Wochen | 2                                         | Rainhard Fendrich                         | Und alles is ganz anders word’n           | –                         |
| 1. April 1982 – 14. April 1982 2 Wochen (insgesamt 4) | 4                                         | Spider Murphy Gang                        | Dolce Vita                                | –                         |
| 15. April 1982 – 30. April 1982 2 Wochen (insgesamt 4) | 4                                         | Shakin’ Stevens                           | Shaky                                     | –                         |
| 1. Mai 1982 – 14. Mai 1982 2 Wochen (insgesamt 4) | 4                                         | Spider Murphy Gang                        | Dolce Vita                                | –                         |
| 15. Mai 1982 – 31. Mai 1982 3 Wochen | 3                                         | The Alan Parsons Project                  | Eye in the Sky                            | –                         |
| 1. Juni 1982 – 14. Juni 1982 2 Wochen | 2                                         | Queen                                     | Hot Space                                 | –                         |
| 15. Juni 1982 – 30. Juni 1982 2 Wochen | 2                                         | (Verschiedene Interpreten)                | Neuzeit                                   | –                         |
| 1. Juli 1982 – 14. Juli 1982 2 Wochen | 2                                         | (Verschiedene Interpreten)                | Viva Sunshine                             | –                         |
| 15. Juli 1982 – 31. Juli 1982 2 Wochen (insgesamt 9) | 9                                         | Nicole                                    | Ein bißchen Frieden                       | –                         |
| 1. August 1982 – 14. August 1982 2 Wochen | 2                                         | (Verschiedene Interpreten)                | Italo Top Hits                            | –                         |
| 15. August 1982 – 31. August 1982 3 Wochen (insgesamt 9) | 9                                         | Nicole                                    | Ein bißchen Frieden                       | –                         |
| 1. September 1982 – 14. September 1982 2 Wochen | 2                                         | Falco                                     | Einzelhaft                                | –                         |
| 15. September 1982 – 14. Oktober 1982 4 Wochen (insgesamt 9) | 9                                         | Nicole                                    | Ein bißchen Frieden                       | –                         |
| 15. Oktober 1982 – 31. Oktober 1982 3 Wochen | 3                                         | Dire Straits                              | Love over Gold                            | –                         |
| 1. November 1982 – 30. November 1982 4 Wochen | 4                                         | Rainhard Fendrich                         | Zwischen eins und vier                    | –                         |
| 1. Dezember 1982 – 14. Dezember 1982 2 Wochen | 2                                         | (Verschiedene Interpreten)                | High Life                                 | –                         |
| 15. Dezember 1982 – 31. Dezember 1982 2 Wochen | 2                                         | Andy Borg                                 | Adios Amor                                | –                         |